# Макинка (село)
Макинка (каз. Макинка) — село в Енбекшильдерском районе Акмолинской области Казахстана. Административный центр Макинского сельского округа. Код КАТО — 114543100.

## География
Село расположено в юго-западной части района, на расстоянии примерно 31 километров (по прямой) к югу от административного центра района — города Степняк на  южном краю Буландынских гор у лесистой высоты Терс-Кыстау  на  берегу реки Татымбет.
Абсолютная высота — 405 метров над уровнем моря.
Климат холодно-умеренный, с хорошей влажностью. Среднегодовая температура воздуха положительная и составляет около +2,8°С. Среднемесячная температура воздуха в июле достигает +18,8°С. Среднемесячная температура января составляет около -15,4°С. Среднегодовое количество осадков составляет около 430 мм. Основная часть осадков выпадает в период с июня по август.
Ближайшие населённые пункты: село Когам — на юге, село Макпал — на востоке, село Карагай — на севере.
Вблизи села проходит скоростная автомагистраль А1 "Астана — Щучинск".

## История
Село основано в 1890 году  на караванном тракте Акмолинск-Петропавловск  как 
переселенческий участок Ай-Тюбе (название ближней сопки) Кокчетавского уезда на месте
старожильческого  хутора с 10 дворами раскольников-беспоповцев с названием Земляное (первые жители крестьяне братья Федор и Севастьян Земляновы из села Теплодубровного Ишимского уезда) с нарезкой земли 
на 1000 душевых долей из расчета 15 десятин на одну душу. 
Сельское общество Макинское образовано в том же году и имело самостоятельное сельское управление..
На 1893 год в селе имелось 125 дворов из которых 115 были переселенческие.В хозяйствах селян на этот
год имелось домаших животных : лошадей-23,крупного рогатого скота-18, овец-16 голов.
Пресной водой население обеспечивалось из трех ключей.
Церковь деревянная Покровская выстроена в 1897 году на средства казны и сельского общества , 
имела постоянный причт(штат).Священником в ней с мая 1899 года служил Вишневский Павел Сергеевич , псаломщиком с 1898 года Корнилов Василий Иванович , далее с 22 июля 1901г. служил Савельев Иван Михайлович,
в должности псаломщика с 4 сентября 1904 г.служил дьякон Горбунов Павел Ефремович.
Школа выстроена в 1899 г.на средства общества и фонда имени императора Александра III-го . 
На 1911г.в селе имелись почта,врачебный пункт,хлебный магазин,мельниц паровых-1, ветряных-20,торговых 
лавок-11,винных-1.
Дома в селе были деревянные страховой стоимостью 60 руб.
Род заниятия селян: хлебопашество,выгонка смолы,продажа древесного угля,распиловка леса.

## Население
В 1893 году население села составляло 1139 человек ( 587 мужчин и 552 женщины ).
В 1916 году население села составляло 2175 человек обоего пола.
В 1989 году население села составляло 2413 человека (из них русские — 41 %, немцы — 37 %).
В 1999 году население села составляло 1900 человек (917 мужчин и 983 женщины). По данным переписи 2009 года, в селе проживало 2013 человек (983 мужчины и 1030 женщин).
| Численность населения | Численность населения | Численность населения |
| 1989                  | 1999                  | 2009                  |
| --------------------- | --------------------- | --------------------- |
| 2413                  | ↘1900                 | ↗2013                 |

## Улицы[6]
- ул. Валерия Чкалова
- ул. Заречная
- ул. Кирова
- ул. Лесная
- ул. Набережная
- ул. Никиты Головни
- ул. Николая Мосеенко
- ул. Октябрьская
- ул. Санаторная
- ул. Тимирязева
- ул. Целинная
- ул. Якова Свердлова